# The House That Shadows Built
Pour plus de détails, voir Fiche technique et Distribution.
The House That Shadows Built est un court métrage promotionnel d'environ 55 minutes, produit par Paramount Pictures en 1931, réalisé pour célébrer le vingtième anniversaire de la fondation de la société (en 1912). Le film a été produit pour les exploitants de salles et n'a jamais connu la moindre projection commerciale.
Le film présente une brève histoire de la Paramount, des entretiens avec différents acteurs, ainsi que des extraits de films réalisés ou en projet (dont certains n'ont jamais été produits). Le titre du film est celui d'une biographie du fondateur de la Paramount, Adolph Zukor, rédigée en 1928 par William Henry Irwin (en).

## Segment des Marx Brothers
The House That Shadows Built est connu pour la séquence d'une durée de six minutes mettant en vedette les Marx Brothers, avec Ben Taggart (en) jouant le rôle de M. Lee, un producteur faisant la promotion de leur prochain film Monnaie de singe (Monkey Business). Ce segment, qui n'a jamais été inclus dans aucun autre film des Marx Brothers, est la première scène retravaillée de leur première revue à Broadway I'll Say She Is (1924), que Groucho considérait comme étant l'œuvre la plus drôle de la carrière des frères. À l'exception de quelques changements de noms et de gags supplémentaires, la scène est presque entièrement identique au script utilisé pour la mise en scène. Certains des gags de I'll Say She Is ont été repris dans la scène du hall de Noix de coco (The Cocoanuts) (1929), et une série d'imitations de Maurice Chevalier faites par les frères a été incorporée dans le script de Monnaie de singe (1931).

## Séquences extraites de films muets de la Paramount
- 1912 : La Reine Élisabeth : Sarah Bernhardt (France)
- 1913 : Le Prisonnier de Zenda : James Keteltas Hackett (dans un double rôle)
- 1914 : Le Mari de l'Indienne : Dustin Farnum
- 1914 : Un bon petit diable (A Good Little Devil) : Mary Pickford
- 1914 : L'Appel du Nord (The Call of the North) : Robert Edeson, Theodore Roberts
- 1915 : Carmen : Geraldine Farrar
- 1915 : Captive (The Captive) : Blanche Sweet
- 1917 : Giving Becky a Chance : Vivian Martin, Jack Holt
- 1917 : La Flamme éternelle (The Undying Flame) : Olga Petrova, Mahlon Hamilton
- 1918 : Huck and Tom : Jack Pickford, Robert Gordon
- 1915 : Forfaiture (The Cheat) : Sessue Hayakawa, Fannie Ward, Jack Dean
- 1916 : Le Cœur de Nora Flynn (The Heart of Nora Flynn) : Marie Doro
- 1918 : The Whispering Chorus : Elliott Dexter, Kathlyn Williams, Raymond Hatton
- 1918 : Battling Jane (en) : Dorothy Gish
- 1918 : Headin' South : Douglas Fairbanks
- 1917 : La Petite Américaine (The Little American) : Mary Pickford
- 1918 : Le Mari de l'Indienne : Elliott Dexter
- 1919 : Pour le meilleur et pour le pire (For Better, for Worse) : Gloria Swanson, Elliott Dexter
- 1920 : Docteur Jekyll et M. Hyde : John Barrymore
- 1920 : Homer Comes Home : Charles Ray
- 1919 : Le Miracle (The Miracle Man) : Lon Chaney, Betty Compson, Thomas Meighan, J. M. Dumont
- 1919 : Le Pauvre Amour (True Heart Susie) : Lillian Gish
- 1919 : L'Admirable Crichton (Male and Female) : Gloria Swanson, Thomas Meighan
- 1921 : Endiablée (en) (The Little Minister) de Penrhyn Stanlaws : Betty Compson
- 1919 : The Roaring Road de James Cruze : Wallace Reid, Theodore Roberts
- 1920 : On With the Dance : Mae Murray
- 1921 : Sentimental Tommy : Gareth Hughes, May McAvoy
- 1921 : Le Cheik (The Sheik) : Rudolph Valentino, Agnes Ayres
- 1922 : Des gens très bien (Nice People) : Conrad Nagel, Bebe Daniels, William Boyd, Wallace Reid
- 1923 : La Caravane vers l'Ouest (The Covered Wagon) de James Cruze
- 1924 : Peter Pan : Betty Bronson, Mary Brian
- 1923 : Wild Bill Hickok : William S. Hart, Kathleen O'Connor
- 1926 : The Grand Duchess and the Waiter : Adolphe Menjou, Florence Vidor
- 1925 : The Light of Western Stars : Noah Beery, Billie Dove, Jack Holt
- 1923 : Les Dix Commandements de Cecil B. DeMille
- 1926 : Behind the Front : Wallace Beery, Raymond Hatton
- 1924 : Paradis défendu (Forbidden Paradise) : Pola Negri, Rod La Rocque
- 1925 : La Race qui meurt (The Vanishing American) : Richard Dix
- 1925 : Variétés : Emil Jannings, Lya De Putti (Allemagne)
- 1926 : Beau Geste : Ronald Colman, Ralph Forbes, Noah Beery
- 1927 : Le Coup de foudre (It) de Clarence G. Badger : Clara Bow
- 1927 : Le Petit Frère (The Kid Brother) : Harold Lloyd, Constantine Romanoff
- 1927 : Les Nuits de Chicago (Underworld) : George Bancroft
- 1927 : Les Ailes (Wings) : Gary Cooper, Charles Buddy Rogers, Richard Arlen

George M. Cohan, George Beban, Elsie Ferguson, Dorothy Dalton, Marguerite Clark, Billie Burke, Ethel Clayton, Lila Lee, Pauline Frederick, Bryant Washburn et Irene Castle figurent sur des fragments de films non identifiés.